# Lithophyllon mokai
Lithophyllon mokai är en korallart som beskrevs av Bert W. Hoeksema 1989. Lithophyllon mokai ingår i släktet Lithophyllon och familjen Fungiidae. IUCN kategoriserar arten globalt som livskraftig. Inga underarter finns listade i Catalogue of Life.